# Předehra k Duně: Atreidové
Předehra k Duně: Atreidové (v originále Dune: House Atreides, 1999) je sci-fi román amerických spisovatelů Briana Herberta a Kevina J. Andersona. Tito autoři se rozhodli rozvinout nedokončenou románovou sérii o pouštní planetě Arrakis, nazývané Duna, kterou vytvořil Frank Herbert, otec Briana Herberta. Předehra k Duně: Atreidové je první díl trilogie, která dějově předchází prvnímu dílu série Duna (Dune, 1965).
Příběh se odehrává přibližně 35 let před Dunou a zachycuje mládí některých významných postav, především vévody Leta Atreida, barona Vladimira Harkonnena a šermíře Duncana Idaha.

## Příběh
Příběh sleduje několik dějových linií. V jedné se setkáváme se Shaddamem, budoucím imperátorem, který se spolu se svým přítelem Hasimirem Fenringem rozhodne ovládnout veškerou produkci melanže ve vesmíru, a tak celé Impérium plně podřídit imperátorově moci. Proto se tajně spojí s genetickými inženýry Tleilaxany (jimiž většina Impéria pro jejich genetické triky a tajnůstkářskou povahu pohrdá) a požádá je, zda by dokázali vytvořit syntetickou náhražku koření. Tleilaxan Hidar Fen Ažidika ovšem namítne, že by k tomu potřeboval technicky vybavené laboratoře pro své výzkumy. Proto se společně dohodnou na anexi planety Iks, která je proslulá svou vysokou strojovou kulturou, jež se pohybuje až na samé hranici zákona, ustanoveného Velkou konvencí (která zakazuje vyvíjet umělou inteligenci).
Plán se daří oběma stranám zakrýt – Shaddamův otec, imperátor Elrood IX. totiž měl kdysi s Dominicem Verniem, vládcem Iksu, spor kvůli milence, takže z imperiální strany celá věc vypadá jen jako msta bez hlubšího plánu. Vedle toho Tleilaxané jsou známí svým fanatismem vůči umělé inteligenci, takže jejich nenávist vůči Iksu se zdá být živena pouze pohnutkami zničit tamní strojovou kulturu.
Tleilaxané tajně popouzejí dělnickou kastu suboidů na Iksu ke vzpouře, po jejímž vypuknutí se jim snadno podaří Iks získat pod svou kontrolu. Útok na Iks vyvolá vlnu nevole u landsraadu, rady velkorodů, avšak většina z nich se omezí na pouhé výhrůžky a nepřikročí k žádné vojenské akci. Výjimkou je čestný rod Atreidů, jehož hlava, vévoda Paulus Atreides, vévoda z Caladanu, je velkým přítelem Dominica Vernia. Nicméně atreidská podpora je nedostatečná a Tleilaxané mohou na Iksu zahájit tajný projekt na vytvoření syntetické melanže, který dostane krycí název projekt Amál.
Hasimir Fenring se poté rozhodne, že je potřeba uvolnit Shaddamovi cestu na trůn, a proto otráví Elrooda latentním jedem, který se aktivuje vždy, když se Elrood napije svého oblíbeného melanžového piva. V důsledku toho Elrood velmi rychle stárne a během dvou let zemře.
Kromě toho pošle imperátor na Arrakis planetologa Pardota Kynese, aby zkoumal tamní ekologii. Kynes je fascinován možnostmi, které planeta nabízí, zejména když zjistí, že Arrakis by se mohla změnit v planetu příznivou životu, pokud by byla provedena rozsáhlá ekologická transformace. Po počátečních problémech se mu podaří získat pro svůj plán fremeny, stane se členem jejich kmene a stále více se vzdaluje imperátorovi, který o jeho výzkumy nejeví pražádný zájem. Později se Pardotovi narodí syn Liet, z nějž se stane stejně zapálený badatel, ale zároveň nebezpečný fremenský bojovník.
Sledujeme také dění na dvoře Pauluse Atreida, kam se uchýlí děti Dominica Vernia, princ Rhombur a princezna Kailea. Mezi Kaileou a Paulusovým synem Letem začne vznikat milostný vztah. Dominic Vernius je však prohlášen za renegáta a nalezne tajný úkryt na Arrakisu. Ta je v té době ovládána chamtivým rodem Harkonnenů, kteří ji spravují jako imperiální pololéno. Harkonnenové, kteří pociťují vůči Atreidům odvěkou nenávist, se rozhodnou zničit vévodu Pauluse, o němž je známo, že se často utkává v aréně se saluskými býky. Proto Harkonnenové propašují do stájí zdrogovaného býka, který v souboji necítí bolest a vévodu usmrtí. V té době působí v atreidských stájích mladý utečenec z hakonnenské planety Giedi Primy, osmiletý Duncan Idaho. První podezření padne na něj, ale Leto Atreides v něm vycítí čestného ducha a osvobodí jej. Místo toho se ukáže, že do spiknutí byla zapletena i Leto vlastní matka, vévodkyně Helena z rodu Riches (což byl hlavní konkurent Iksanů), která měla s jeho otcem už dlouhá léta spory. Leto ji nechce veřejně potrestat, aby ostuda nepadla na jeho vlastní rodinu, a proto ji pošle do kláštera.
Sesterstvo Bene Gesserit potřebuje pro svůj rozsáhlý genetický plán získat do výchovy dceru barona Vladimira Harkonnena. To se zdá být velmi nesnadné, protože Vladimir je deviantní homosexuál. Bene Gesserit se proto uchýlí k vydírání, jelikož zjistí, že Harkonnenové během své správy na Arrakis naloupili značné tajné zásoby melanže. Vladimir tedy pod nátlakem svolí a oplodní benegesseriťanku Gaius Helenu Mohiamovou. Výsledkem je však těžce postižená dcera, a proto musí Bene Gesserit svou žádost opakovat. Tentokrát se Harkonnen na benegesseriťanku připraví, omráčí ji a znásilní. Mohiamová se kontrolou svých vnitřních pochodů postará, aby opět došlo k oplodnění, zároveň však Harkonnena infikuje virem, který způsobí, že se z atletického, svalnatého muže postupně stává odulá, odporná troska. Ze svazku se narodí Jessica, budoucí konkubína Leta Atreida.
Vědec, pracující pro Harkonneny, vynalezne zvláštní pole, které dokáže objekty učinit neviditelné. Instaluje je do kosmické lodi a baron Vladimir Harkonnen se rozhodne ji použít jako další ze svých plánů proti Atreidům. Po smrti imperátora Elrooda IX. se oba velkorody připojí k mnoha dalším v cestě maxitrajlerem (vesmírnou lodí Kosmické gildy ohromných rozměrů) na korunovaci Shaddama IV. na Kaitanu, hlavní planetě Impéria. Na palubě maxitrajlerů panuje přísný zákaz používání ochranných štítů a střelných zbraní. Baronův synovec Glossu Rabban se na palubě neviditelného korábu přiblíží k atreidské lodi a zničí dvě kosmické lodi Tleilaxanů. Celá věc tak vypadá, že nově nastoupený mladý vévoda Leto, který před časem vyjádřil svou nenávist vůči Tleilaxanům, okupujícím Iks, porušil gildovní zákaz a zničil jejich lodi. Leto však ví, že se ničeho nedopustil a přestože si nedokáže celou věc vysvětlit, rozhodne se podrobit Procesu o propadnutí – starému pravidlu, které jej opravňuje stanout před řádným soudem. Pokud však soudní proces prohraje, přijde o všechen majetek a stane se renegátem.
Bene Gesserit v té době zjistí, že Leto je nezbytnou součástí jeho genetického plánu, a tak se rozhodnou, že Proces musí vyhrát za každou cenu. Proto mu poskytnou možnost, že soudu bude přisedat jejich Mluvčí pravdy (speciálně vycvičená benegesseriťanka, která může potvrdit jeho upřímnost a nelze ji oklamat) a navíc mu sdělí tajnou informaci, že imperátor spolupracuje s Tleilaxany na Iksu. Účast Mluvčí pravdy u soudu sice landsraad zamítne, nicméně informaci se Leto pokusí využít ve svůj prospěch a pošle Shaddamovi dopis, v němž vyhrožuje, že pokud v Procesu neuspěje, prozradí imperátorův podíl na okupaci Iksu. Imperátor se výhrůžky zalekne a postaví se svou autoritou za Leta. Ten díky tomu v Procesu získá většinu na svou stranu, a tak mu jeho riziko vynese nejen záchranu, ale i popularitu v celém landsraadu.

## Rozpory
- Podle Předehry je matkou Jessicy Ateidové Gaius Helena Mohiamová. Ve Spasiteli Duny je však uvedeno jméno Tanidie Neriusová. Přesto učinit z Mohiamové matku Jessicy byl údajně úmysl samotného Franka Herberta, který prohlásil, že Neriusová je pouhý pseudonym, který byl uveden v benegesseritských záznamech, aby tak byla utajena skutečná identita Jessičiny matky. I ve světle této skutečnosti se však zdá zvláštní, že Jessičini potomci (zejména Paul, Alia a Paulův syn Leto II.), kteří své předky znali, nikdy tuto skutečnost neuvedli, přestože často zdůrazňovali otcovství Vladimira Harkonnena.
- Anexe Iksu není příliš v souladu s logikou fungování Impéria. V té době totiž Iksané vyvíjeli nový typ maxitrajleru, který měl Kosmické gildě zvýšit zisky přibližně o 15 %. Zdá se velmi nepravděpodobné, že by Gilda útok Tleilaxanů povolila, souhlasila s přesunem jejich armády a nijak významně proti němu neprotestovala.

## Česká vydání
Román vyšel v češtině prozatím dvakrát - v l. 2000 a 2007.